# Marensis
Marensis is een kevergeslacht uit de familie van de boktorren (Cerambycidae). De wetenschappelijke naam van het geslacht werd voor het eerst geldig gepubliceerd in 1945 door Dillon & Dillon.

## Soorten
Marensis is monotypisch en omvat slechts de volgende soort:
- Marensis simplex (Bates, 1865)